# Antijeu

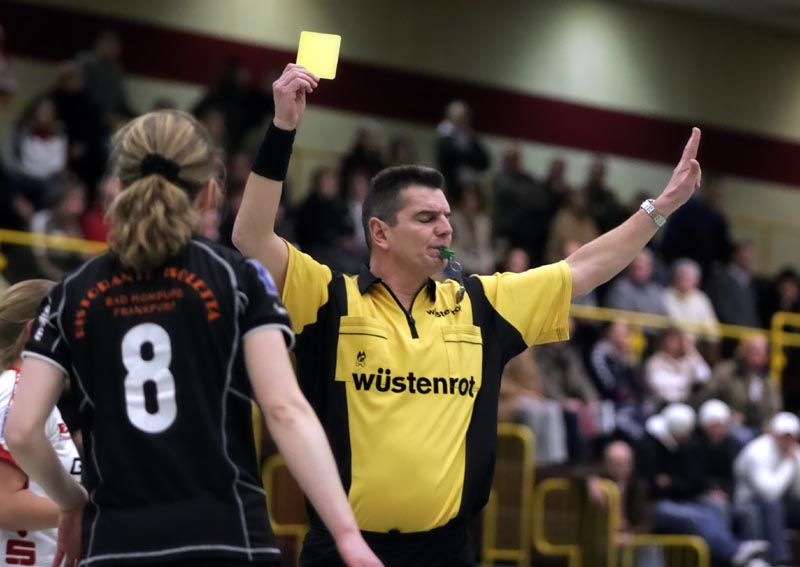
Carton jaune durant le match de handball HSG Bensheim/Auerbach - TSG Ober-Eschbach en 2007.

L'antijeu, ou anti-jeu, désigne une manière de jouer qui va à l'encontre de l'esprit du jeu (qu'il soit sportif ou intellectuel) ou ne laisse aucune chance aux adversaires, sans pour autant transgresser une règle. 
L'antijeu s'oppose donc en quelque sorte au fair-play ou au jeu dit « à la loyale ». Il est donc particulièrement mal vu car il tend au mieux à dénaturer le jeu, au pire à empêcher tout ou partie des autres joueurs à prendre plaisir à la pratique du jeu et aux spectateurs d'apprécier le spectacle. Par exemple, en football, la simulation, le catenaccio ou le trash-talking (provocation verbale) sont trois pratiques fréquemment considérées comme de l'antijeu. Le match de foot qui illustre le mieux l'antijeu est le match de la honte RFA-Autriche lors des phases de poule du mondial 1982, où les deux équipes ont levé le pied du ballon pour conserver le résultat et se qualifier mutuellement. Les dérapages du douzième homme dans les gradins, lorsqu'il siffle voire profère des cris racistes pour déstabiliser psychologiquement les joueurs adverses, est également de l'antijeu.
L'antijeu peut être rendu possible par des règles imparfaites (comme pour le jeu du Menteur où la victoire revient le plus souvent aux joueurs les moins audacieux) ou par une disposition du terrain de jeu particulière, non prévue par les règles. Dans ces deux cas, la solution adoptée le plus fréquemment par les joueurs est la composition de règles « maison ». Un certain nombre de règles officielles dans le sport viennent également empêcher l'antijeu, comme par exemple la règle du hors-jeu au football afin d'empêcher les joueurs de se masser devant les cages adverses pour forcer un but.